# Ли, Дженнифер Джейсон
Дже́ннифер Дже́йсон Ли (англ. Jennifer Jason Leigh), урождённая Дженнифер Ли Морроу (англ. Jennifer Leigh Morrow; род. 5 февраля 1962, Голливуд, Лос-Анджелес, Калифорния, США) — американская актриса, кинорежиссёр, сценарист, продюсер и певица. Номинант на премии «Оскар», BAFTA и «Золотой глобус», за «Лучшую женскую роль второго плана» в фильме «Омерзительная восьмёрка» (2015).
Дженнифер Джейсон Ли известна благодаря исполнению ролей эмоциональных, психически неадекватных, уязвимых и сложных женщин.

## Ранние годы
Родилась 5 февраля 1962 года в Голливуде, штат Калифорния.
Её родители — Вик Морроу и Барбара Тёрнер — имели еврейское происхождение и были актёрами (мать впоследствии стала сценаристом). В начале карьеры Дженнифер Ли Морроу отказалась от фамилии отца и сменила имя на Дженнифер Джейсон Ли, чтобы самостоятельно добиться признания без ассоциаций с отцом. Среднее имя Джейсон она взяла в честь актёра Джейсона Робардса, друга семьи Морроу.

## Карьера

### Ранние работы
Ещё подростком Дженнифер Джейсон Ли посещала занятия Ли Страсберга. Она дебютировала в девятилетнем возрасте и после работала на телевидении, а в начале восьмидесятых уже сыграла главную роль в одном из телефильмов. В 1982 году она достигла первой широкой известности благодаря роли в подростковой комедии «Весёлые времена в школе Риджмонт» с молодым Шоном Пенном. Несмотря на критическое признание работы актрисы в «Быстрых переменах», вплоть до 1990 года карьера Ли протекала спокойно и она играла в основном в независимых драмах и триллерах, а также исполняла роли второго плана в голливудских фильмах. В 1989 году она сыграла главную роль проститутки в фильме «Последний поворот на Бруклин», которая принесла ей несколько наград различных обществ критиков, а после снялась в кинофильмах «Майами Блюз» и «Кайф», а также телефильме «Заживо погребённый». После этого она снялась в коммерчески успешном фильме 1991 года «Обратная тяга» с Куртом Расселом.

### Карьерный прорыв
Одним из наибольших достижений в карьере Дженнифер Джейсон Ли стала роль женщины, пытающейся украсть личность героини Бриджит Фонды в фильме 1992 года «Одинокая белая женщина». Ли получила хорошие отзывы от критиков и премию MTV лучшему кинозлодею. В следующем году она появилась в ансамблевом фильме Роберта Олтмена «Короткие истории», а после снялась в картине братьев Коэн «Подручный Хадсакера».
В 1994 году Дженнифер Джейсон Ли сыграла роль Дороти Паркер в тепло принятом критиками, но не успешном в прокате фильме «Миссис Паркер и порочный круг». Роль в фильме стала одной из наиболее широко известных в карьере актрисы, которая получила ряд премий сообществ критиков и номинации на премии «Золотой глобус» за лучшую женскую роль — драма и «Независимый дух» за лучшую женскую роль. Ли считалась одним из основных кандидатов на премию «Оскар», однако в шорт-лист она так и не попала.
В 1995 году Дженнифер Джейсон Ли сыграла в двух успешных фильмах: «Долорес Клэйборн» с Кэти Бэйтс и «Джорджия» с Мэр Уиннингэм, сценарий к последнему из которых был написан матерью актрисы, Барбарой Тёрнер. И снова Ли получила хорошие отзывы от критиков за роль в «Джорджии», однако вновь не была номинирована на «Оскар», в отличие от своей коллеги по фильму Мэр Уиннингэм.
В 1999 году известный независимый режиссёр Дэвид Кроненберг приглашает Дженнифер на главную роль в свой научно-фантастический триллер «Экзистенция». Ли исполняет роль Аллегры Геллер, гениальной создательницы компьютерных игр. Партнёром актрисы стал Джуд Лоу. Ради съёмок у Кроненберга Ли отказалась от роли в известном проекте Стэнли Кубрика «С широко закрытыми глазами», хотя съёмки уже шли. Выбор оказался правильным, фильм Кроненберга получил номинацию на Золотого медведя на Берлинском кинофестивале и стал культовым. В 2000 году Дженнифер получила престижное приглашение в жюри Венецианского кинофестиваля.
В последующие несколько лет она регулярно снималась, однако фильмы с ней не привлекали широкую аудиторию и такого же внимания критиков как предыдущие работы актрисы. В 2001 году она выступила в качестве сценариста и режиссёра фильма «Годовщина» и получила две номинации на премию «Независимый дух».
Своеобразную известность актрисе принесли отказы от ролей, которые потом прославили других исполнителей — роли Джоди Фостер в «Таксисте», «Нелл», «Молчании ягнят» и «Иллюзии полёта», Элли Шиди в «Клубе Завтрак», Джулии Робертс в «Красотке», Деми Мур в «Призраке», Джулианны Мур в «Ночах в стиле буги», Дженнифер Коннели в «Играх разума», роли в сериалах «Остаться в живых» и «Отчаянные домохозяйки». На протяжении карьеры Дженнифер избегала ролей в популярных фильмах: «В популярном кино женщина нужна только для того, чтобы доказать, что главный герой гетеросексуален. Мне такие роли удаются плохо, и они меня не интересуют» — прокомментировала актриса.

### Последующие годы
Начиная с двухтысячных в основном исполняет роли второго плана в различных фильмах и телевизионных проектах. Наиболее заметными фильмами этого периода являются «Проклятый путь» (2002), «Тёмная сторона страсти» (2003), «Машинист» (2004), «Пиджак» (2005), «Марго на свадьбе» (2007) и «Нью-Йорк, Нью-Йорк» (2008). В 2001 году впервые выступила режиссёром, сняв ленту «Годовщина» совместно с Аланом Каммингом.
В 2009—2012 годах Ли исполняла второстепенную роль в телесериале «Косяки», а летом 2012 года получила роль Кары Уоллес Кларк, психически нездоровой женщины и матери одной из главных героинь телесериала «Месть».
В 2015 году исполнила роль убийцы Дейзи Домерг в вестерне Квентина Тарантино «Омерзительная восьмёрка». За эту работу актриса была номинирована на целый ряд премий в категории «лучшая женская роль второго плана».
В 2017 году Ли появилась в третьем сезоне сериала Дэвида Линча «Твин Пикс».

## Личная жизнь
Родители Дженнифер развелись, когда ей было два года. В 1989 году журнал Harper’s Bazaar включил актрису в десятку самых привлекательных женщин Америки. В 2005—2013 годах Дженнифер Джейсон была замужем за режиссёром Ноа Баумбахом (род. 1969). У бывших супругов есть сын — Ромер Эммануэль Баумбах (род. 13 марта 2010), которого актриса родила в возрасте 48 лет.

## Избранная фильмография

### Актриса
| Год       |     | Русское название                 | Оригинальное название              | Роль                          |
| --------- | --- | -------------------------------- | ---------------------------------- | ----------------------------- |
| 1976      | ф   | Торговцы смертью                 | Tod eines Fremden                  |                               |
| 1977      | с   | Баретта                          | Baretta                            | Марси                         |
| 1978      | с   | Диснейленд                       | Disneyland                         |                               |
| 1978      | тф  | Юные беглецы                     | The Young Runaways                 | Хизер                         |
| 1980      | тф  | Город ангелов                    | Angel City                         | Кристи Титер                  |
| 1981      | с   | Уолтоны                          | The Waltons                        | Кети Силс                     |
| 1981      | ф   | Глаза незнакомца                 | Eyes of a Stranger                 | Трейси Харрис                 |
| 1981      | с   |                                  | CBS Afternoon Playhouse            | Лори                          |
| 1981      | тф  | Убить Рэнди Уэбстера             | The Killing of Randy Webster       | Эми Уилер                     |
| 1981      | тф  | Лучшая девочка на свете          | The Best Little Girl in the World  | Кейси Поуэлл                  |
| 1982      | ф   | Неправый прав                    | Wrong Is Right                     | юная девушка                  |
| 1982      | с   | Охотник Джон                     | Trapper John, M.D.                 | Карен МакКолл                 |
| 1982      | ф   | Весёлые времена в школе Риджмонт | Fast Times at Ridgemont High       | Стейси                        |
| 1982      | тф  |                                  | The First Time                     | Бонни Диллон                  |
| 1983      | с   | ABC Специально после школы       | ABC Afterschool Specials           | Андреа Фэйрчайлд              |
| 1983      | ф   | Лёгкие деньги                    | Easy Money                         | Эллисон Капулетти             |
| 1983      | тф  | Смертельная поездка в Осаку      | Girls of the White Orchid          | Кэрол Хит                     |
| 1984      | ф   | Грэндвью, США                    | Grandview, U.S.A.                  | Кэнди Уэбстер                 |
| 1985      | ф   | Плоть и кровь                    | Flesh and Blood                    | Агнесс                        |
| 1986      | ф   | Попутчик                         | The Hitcher                        | Нэш                           |
| 1986      | ф   | Мужской клуб                     | The Men's Club                     | Тинси                         |
| 1986      | тф  |                                  | Picnic                             | Мэдж Оуэнс                    |
| 1987      | ф   | Сестра, сестра                   | Sister, Sister                     | Люси                          |
| 1987      | ф   | Под прикрытием                   | Under Cover                        | Танилл Ларуа                  |
| 1988      | ф   | Сердце полуночи                  | Heart of Midnight                  | Кэрол Риверс                  |
| 1989      | ф   | Большая картина                  | The Big Picture                    | Лидия Джонсон                 |
| 1989      | ф   | Последний поворот на Бруклин     | Last Exit to Brooklyn              | Тралала                       |
| 1990      | ф   | Майами блюз                      | Miami Blues                        | Сьюзен Ваггонер               |
| 1990      | тф  | Заживо погребённый               | Buried Alive                       | Джоанна Гудман                |
| 1990      | тф  |                                  | Partners in Life                   | Блоссом                       |
| 1991      | ф   | Огненный вихрь                   | Backdraft                          | Дженнифер Фэйткас             |
| 1991      | ф   | Нечестные сердца                 | Crooked Hearts                     | Мэрриет Хоффман               |
| 1991      | ф   | Кайф                             | Rush                               | Кристен Кейтс                 |
| 1992      | ф   | Променад                         | The Prom                           | Лана                          |
| 1992      | ф   | Одинокая белая женщина           | Single White Female                | Хеди                          |
| 1993      | ф   | Короткие истории                 | Short Cuts                         | Луис Кайзер                   |
| 1994      | ф   | Подручный Хадсакера              | The Hudsucker Proxy                | Эми Арчер                     |
| 1994      | ф   | Миссис Паркер и порочный круг    | Mrs. Parker and the Vicious Circle | Дороти Паркер                 |
| 1995      | ф   | Долорес Клэйборн                 | Dolores Claiborne                  | Селина Сент-Джордж            |
| 1995      | ф   | Джорджия                         | Georgia                            | Сэйди Флуд                    |
| 1996      | ф   | Канзас-Сити                      | Kansas City                        | Блонди О’Хара                 |
| 1996      | ф   | Ублюдок из Каролины              | Bastard Out of Carolina            | Энни Боатрайт                 |
| 1997      | ф   | Площадь Вашингтона               | Washington Square                  | Кэтрин                        |
| 1997      | ф   | Тысяча акров                     | A Thousand Acres                   | Кэролайн Кук                  |
| 1998      | тф  | Любовное письмо                  | The Love Letter                    | Элизабет Уиткомб              |
| 1998      | мс  | Царь горы                        | King of the Hill                   | Эми                           |
| 1998      | с   | Трейси принимает вызов           | Tracey Takes On…                   | Пейдж Гарленд                 |
| 1998      | тф  | Война в заливе                   | Thanks of a Grateful Nation        | Тери Смолл                    |
| 1998      | мс  | Геркулес                         | Hercules                           | Темпест                       |
| 1999      | мс  | Супермен                         | Superman                           | Cetea                         |
| 1999      | ф   | Экзистенция                      | eXistenZ                           | Аллегра Геллер                |
| 1999      | мс  | Спаун                            | Spawn                              | Лилли                         |
| 1999      | мф  | Спаун 3: Решающая битва          | Spawn 3: Ultimate Battle           | Лилли                         |
| 2000      | с   | Подёргивание города              | Twitch City                        | Фейт                          |
| 2000      | ф   | Король жив                       | The King Is Alive                  | Джина                         |
| 2000      | ф   | Детям до шестнадцати             | Skipped Parts                      | Лидия Каллахан                |
| 2001      | ф   | Человек, которого не было        | The Man Who Wasn't There           | заключённая                   |
| 2001      | ф   | Годовщина                        | The Anniversary Party              | Салли Нэш                     |
| 2001      | ф   | Давай сделаем это по-быстрому    | The Quickie                        | Лиза                          |
| 2001      | с   | Фрейзер                          | Frasier                            | Эстелла                       |
| 2002      | тф  | За гранью                        | Crossed Over                       | Карла Фей Таккер              |
| 2002      | мф  | Арнольд!                         | Hey Arnold! The Movie              | Бриджет                       |
| 2002      | ф   | Проклятый путь                   | Road to Perdition                  | Энни Салливан                 |
| 2002      | мс  | Мишн Хилл                        | Mission Hill                       | Юнис                          |
| 2003      | ф   | Тёмная сторона страсти           | In the Cut                         | Паулин                        |
| 2004      | ф   | Машинист                         | The Machinist                      | Стиви                         |
| 2004      | ф   | Перевёртыши                      | Palindromes                        | «Марк» Авива                  |
| 2004      | ф   | Звёздный ребёнок                 | Childstar                          | Сюзанн                        |
| 2005      | ф   | Пиджак                           | The Jacket                         | доктор Бэт Лоренсон           |
| 2005      | кор |                                  | Easter Sunday                      | мать                          |
| 2005      | ф   | История газетёнки                | Rag Tale                           | Мэри Джозефин «М. Дж.» Мортон |
| 2007      | ф   | Марго на свадьбе                 | Margot at the Wedding              | Полин                         |
| 2008      | ф   | Нью-Йорк, Нью-Йорк               | Synecdoche, New York               | Мари                          |
| 2010      | ф   | Гринберг                         | Greenberg                          | Бет                           |
| 2009—2012 | с   | Косяки                           | Weeds                              | Джилл                         |
| 2012      | с   | Месть                            | Revenge                            | Кара Уоллес Кларк             |
| 2013      | ф   | Момент                           | The Moment                         | Ли                            |
| 2013      | ф   | Убей своих любимых               | Kill Your Darlings                 | Наоми Гинзберг                |
| 2013      | ф   | Захватывающее время              | The Spectacular Now                | Сара                          |
| 2013      | ф   | От ненависти до любви            | Hateship Loveship                  | Хлоя                          |
| 2013      | ф   | Джейк в квадрате                 | Jake Squared                       | Шерил                         |
| 2014      | ф   | Алекс из Венеции                 | Alex of Venice                     | Морин                         |
| 2014      | ф   | Добро пожаловать ко мне          | Welcome to Me                      | Деб Мозли                     |
| 2014      | ф   | Я                                | Me                                 | Келли                         |
| 2014      | тф  | Открыто                          | Open                               | Холли                         |
| 2015      | ф   | Омерзительная восьмёрка          | The Hateful Eight                  | Дейзи Домерг                  |
| 2015      | мф  | Аномализа                        | Anomalisa                          | Лиза                          |
| 2016      | ф   | Морган                           | Morgan                             | Кэти                          |
| 2016      | ф   | Би-Джей                          | LBJ                                | леди Берд Джонсон             |
| 2017      | ф   | Ужас Амитивилля: Пробуждение     | Amityville: The Awakening          | Джоан                         |
| 2017      | с   | Твин Пикс                        | Twin Peaks                         | Шанталь Хатченс               |
| 2017      | ф   | Хорошее время                    | Good Time                          | Кори                          |
| 2017—2021 | с   | Нетипичный                       | Atypical                           | Эльза Гарднер                 |
| 2018      | ф   | Аннигиляция                      | Annihilation                       | доктор Вентресс               |
| 2018      | с   | Патрик Мелроуз                   | Patrick Melrose                    | Элеонор Мелроуз               |
| 2019      | док | Однажды... Тарантино             | QT8: The First Eight               | в роли самой себя             |
| 2020      | ф   | В чужой шкуре                    | Possessor                          | Гирдер                        |
| 2021      | ф   | Женщина в окне                   | The Woman in the Window            | Джейн Рассел                  |
| 2021      | ф   | Неспящие                         | Awake                              | доктор Мёрфи                  |
| 2021—2021 | с   | История Лизи                     | Lisey's Story                      | Дарла Дебушер                 |
| 2025      | ф   | Ночь всегда приходит             | Night Always Comes                 | Дорин                         |

### Режиссёр
- 2001 — «Годовщина».

### Сценарист
- 2001 — «Годовщина»;
- 2005 — «История газетёнки»;
- 2009 — «Гринберг».

### Продюсер
- 1995 — «Джорджия»;
- 2000 — «Детям до 16»;
- 2001 — «Годовщина»;
- 2009 — «Гринберг»;
- 2017 — «Нетипичный».

## Работы в театре
| Год  | Постановка          | Роль          | Театр                   | Примечания                          |
| ---- | ------------------- | ------------- | ----------------------- | ----------------------------------- |
| 1986 | Пикник              | Мэдж Оуэнс    | Театр «Амансон»         | 8 апреля 1986 — 24 мая 1986         |
| 1989 | Солнце              | Солнце        | Театр «Шеридан-Сквер»   | 9 декабря 1989 — 4 января 1990      |
| 1998 | Кабаре              | Салли Боулз   | Театр Стивена Сондхейма | 4 августа 1998 — 28 февраля 1999    |
| 2001 | Доказательство      | Екатерина     | Театр Уолтера Керра     | 13 сентября 2001 — 30 июня 2002     |
| 2005 | Аномализа           | Лиза          | Театр «Ройс Холл»       | 14 сентября 2005 — 16 сентября 2005 |
| 2005 | Вечеринка Эбигейл   | Беверли       | Театр Строки            | 1 декабря 2005 — 11 марта 2006      |
| 2011 | Дом голубых листьев | зайчик Фингус | Театр Уолтера Керра     | 25 апреля 2011 — 25 июня 2011       |

## Награды и номинации
Полный список наград и номинаций на сайте IMDb.
| Награда                                | Год  | Категория                                                               | Работа                        | Результат |
| -------------------------------------- | ---- | ----------------------------------------------------------------------- | ----------------------------- | --------- |
| Оскар                                  | 2016 | Лучшая женская роль второго плана                                       | Омерзительная восьмёрка       | Номинация |
| BAFTA                                  | 2016 | Лучшая женская роль второго плана                                       | Омерзительная восьмёрка       | Номинация |
| Золотой глобус                         | 1995 | Лучшая женская роль — драма                                             | Миссис Паркер и порочный круг | Номинация |
| Золотой глобус                         | 2016 | Лучшая женская роль второго плана — Кинофильм                           | Омерзительная восьмёрка       | Номинация |
| Венецианский кинофестиваль             | 1993 | Кубок Вольпи за лучший актёрский ансамбль                               | Короткие истории              | Номинация |
| Сатурн                                 | 1996 | Лучшая киноактриса второго плана                                        | Долорес Клэйборн              | Номинация |
| MTV Movie Awards                       | 1993 | Лучший злодей                                                           | Одинокая белая женщина        | Победа    |
| Национальное общество кинокритиков США | 1994 | Лучшая женская роль                                                     | Миссис Паркер и порочный круг | Победа    |
| Национальное общество кинокритиков США | 1994 | Лучшая женская роль второго плана                                       | Короткие истории              | Номинация |
| Джини                                  | 2005 | Лучшая женская роль второго плана                                       | Звёздный ребёнок              | Победа    |
| Независимый дух                        | 1995 | Лучшая женская роль                                                     | Миссис Паркер и порочный круг | Номинация |
| Независимый дух                        | 1996 | Лучшая женская роль                                                     | Джорджия                      | Номинация |
| Независимый дух                        | 2002 | Лучший режиссёрский дебют                                               | Годовщина                     | Номинация |
| Независимый дух                        | 2002 | Лучший дебют сценариста                                                 | Годовщина                     | Номинация |
| Независимый дух                        | 2008 | Лучшая женская роль второго плана                                       | Марго на свадьбе              | Номинация |
| Независимый дух                        | 2009 | Награда имени Роберта Альтмана                                          | н/д                           | Победа    |
| Независимый дух                        | 2011 | Лучший фильм                                                            | Гринберг                      | Номинация |
| Независимый дух                        | 2016 | Лучшая женская роль второго плана                                       | Аномализа                     | Номинация |
| Готэм                                  | 2008 | Лучший актёрский ансамбль                                               | Нью-Йорк, Нью-Йорк            | Победа    |
| Нью-Йоркское Общество кинокритиков     | 2012 | Лучшая актриса                                                          | Джорджия                      | Номинация |
| Выбор критиков                         | 2016 | Лучшая актриса второго плана                                            | Омерзительная восьмёрка       | Номинация |
| Спутник                                | 1999 | Лучшая актриса мини-сериала или фильма на ТВ                            | Война в заливе                | Номинация |
| Спутник                                | 2019 | Лучшая актриса второго плана в телесериале, мини-сериале или телефильме | Патрик Мелроуз                | Номинация |
| Спутник                                | 2022 | Лучшая актриса в телевизионном сериале — комедия или мюзикл             | Нетипичный                    | Ожидается |
| Драма Деск                             | 2006 | Лучшая актриса в спектакле                                              | Вечеринка Эбигейл             | Номинация |
| Ассоциация кинокритиков Чикаго         | 2007 | Лучшая актриса                                                          | Марго на свадьбе              | Номинация |
| AACTA International Awards             | 2016 | Лучшая женская роль второго плана                                       | Омерзительная восьмёрка       | Номинация |
| Lucille Lortel Awards                  | 2006 | Награда имени Люсиль Лортел                                             | н/д                           | Номинация |